# Everton Vieira Vargas
Everton Vieira Vargas GCRB GOOMM (Santo Ângelo, 23 de janeiro de 1955) é um diplomata brasileiro, atual embaixador do Brasil na União Europeia após exercer o posto de  Embaixador do Brasil na Alemanha (2009 - 2013) e na Argentina (2013 - 2016). Foi Subsecretário-Geral Político e Diretor do Departamento de Meio Ambiente e Temas Especiais do Ministério das Relações Exteriores. 
Nascido no município gaúcho de Santo Ângelo, Vargas é filho de João Domingos da Luz Vargas e Iná Vieira Vargas.
No Itamaraty, foi também Chefe da Divisão de Ciência e Tecnologia (1987-88), Coordenador da Cúpula das Américas (1995-1998) e Chefe da Divisão do Meio Ambiente (1998-2001). Serviu na Embaixada em Bonn (1981-85), na Missão do Brasil junto às Nações Unidas em Nova Iorque (1988-1992) e na Embaixada em Tóquio (1992-1995).
É doutor em sociologia pela Universidade de Brasília.
É autor de vários artigos sobre meio ambiente e desenvolvimento sustentável. É também professor do Instituto Rio Branco.

## Condecorações
- Ordem de Rio Branco (Grã-Cruz; antes Grande Oficial)[1]
- Ordem do Mérito Militar [2]
- Medalha do Pacificador
- Medalha Mérito de Tamandaré